# 龍虎之拳
《龍虎之拳》是SNK於1992年推出的2D對戰格鬥遊戲，以及此後的同系列對戰格鬥遊戲。

## 系列作品
《龍虎之拳》（1992年）
《龍虎之拳2》（1994年）
《ART OF FIGHTING 龍虎之拳外傳》（1996年）
《龍虎之拳》新作（TBA）
在EVO 2024舞台活動上，SNK繼《侍魂》和《餓狼傳說》系列重啟之後，宣佈正在開發《龍虎之拳》系列的新作，是該系列睽違近30年來首個新作。

## 遊戲系統

### 基本操作
由8方向摇桿和拳、腳、投擲，3個按键组成。
再配合搖桿動作來完成招式
為第一款以集氣攻擊的方式來對戰的遊戲。

### 獎勵系統（bouns system）
每戰勝兩個人物，中間會有獎勵關卡，關卡都是些小遊戲，利用人物達成目標。

## 登場角色

### 龍虎之拳可選用角色
| 角色名字      | 角色漢字      | 格鬥流派     | 簡介                         |
| Ryo Sakazaki  | 坂崎亮        | 極限流空手   | 外號無敵之龍                 |
| Robert Garcia | 羅伯特·賈西亞 | 極限流空手   | 外號最強之虎                 |
| Lee Pai Long  | 李白龍        | 中國北派武術 | 台灣醫生                     |
| John Crawley  | 約翰·克勞利   | 武術+暗殺技  | 前美國海軍隊長，相助比克先生 |
| Jack Turner   | 傑克·特納     | 喧嘩暴力拳   | 新黑貓幫首領，比克先生手下   |
| King          | 瓊            | 泰拳         | 幻象吧老闆，前比克先生手下   |
| Micky Rogers  | 米奇·羅傑斯   | 拳擊         | 前拳擊手，比克先生手下       |
| Ryuhaku Todoh | 藤堂龍白      | 藤堂流柔術   | 極限流空手的對手             |

### 龍虎之拳2可選用新角色
| 角色名字        | 角色漢字 | 格鬥流派   | 簡介               |
| Yuri Sakazaki   | 坂崎百合 | 極限流空手 | 坂崎亮之妹         |
| Takuma Sakazaki | 坂崎拓馬 | 極限流空手 | 坂崎亮及百合之父親 |
| Eiji Kisaragi   | 如月影二 | 如月流忍術 | 極限流空手的對手   |
| Temjin          | 鐵木真   | 蒙古摔跤   | 碼頭工人           |

### 龍虎之拳・外傳(龍虎之拳3)可選用新角色
| 角色名字      | 角色漢字       | 格鬥流派   | 簡介             |
| Rody Birts    | 羅迪・巴茲     | 拐杖術     | 美國賞金獵人     |
| Lenny Creston | 蕾妮・克雷斯頓 | 鞭法       | 記者，羅迪的拍檔 |
| Kasumi Todoh  | 藤堂香澄       | 藤堂流柔術 | 藤堂龍白的女兒   |
| Karman Cole   | 卡曼・柯爾     | 自衛術     | 賈西亞家的管家   |
| Wang Koh-San  | 王覺山         | 心意六合拳 | 台灣流浪畫家     |
| Jin Fu-Ha     | 不破刃         | 如月流忍術 | 如月影二的徒弟   |

### 龍虎之拳電腦控制角色
| 角色名字     | 角色漢字    | 格鬥流派        | 簡介                       |
| Mr. Big      | 比克先生    | 棒術            | 原名占士，南鎮黑幫首領     |
| Mr.Karate    | 空手道先生  | 極限流空手      | 拓馬戴上天狗面具的附身狀態 |
| Geese Howard | 基斯·霍華德 | 古武術          | 南鎮另一股黑暗勢力         |
| Sinclair     | 辛克雷雅    | 刀舞術+日本劍術 | 魏勒家的管家               |
| Tom Wyler    | 湯姆・魏勒  | 魔獸本能        | 魏勒家太子爺               |

## 系列標題
- 龍虎之拳
- 龍虎之拳2
- 龍虎之拳・外傳(龍虎之拳3)